# Bayraktar TB2
Die Bayraktar TB2 (türkisch Bayraktar ‚Fahnenträger‘) ist eine für mittlere Höhen und lange Flugdauer (MALE) ausgelegte Kampf- und Aufklärungsdrohne (UCAV). Sie wurde vom türkischen Unternehmen Baykar entwickelt und wird seit 2016 bei den türkischen Streitkräften eingesetzt. Aufgrund ihres Kampfeinsatzes rückte die Drohne verschiedentlich in den Blick der Weltöffentlichkeit, so bei Konflikten in Aserbaidschan, Syrien, Libyen und in der Ukraine, bei denen jeweils Videos in den sozialen Medien weite Verbreitung fanden, die zeigten, wie die Kampfdrohne Panzer, gepanzerte Fahrzeuge, Boote und Boden-Luft-Raketenabwehrsysteme zerstörte. Bis Juli 2023 wurden über 500 Bayraktar-TB2-Drohnen hergestellt.

## Drohne und Bewaffnung

### Name, Entwickler und Hersteller

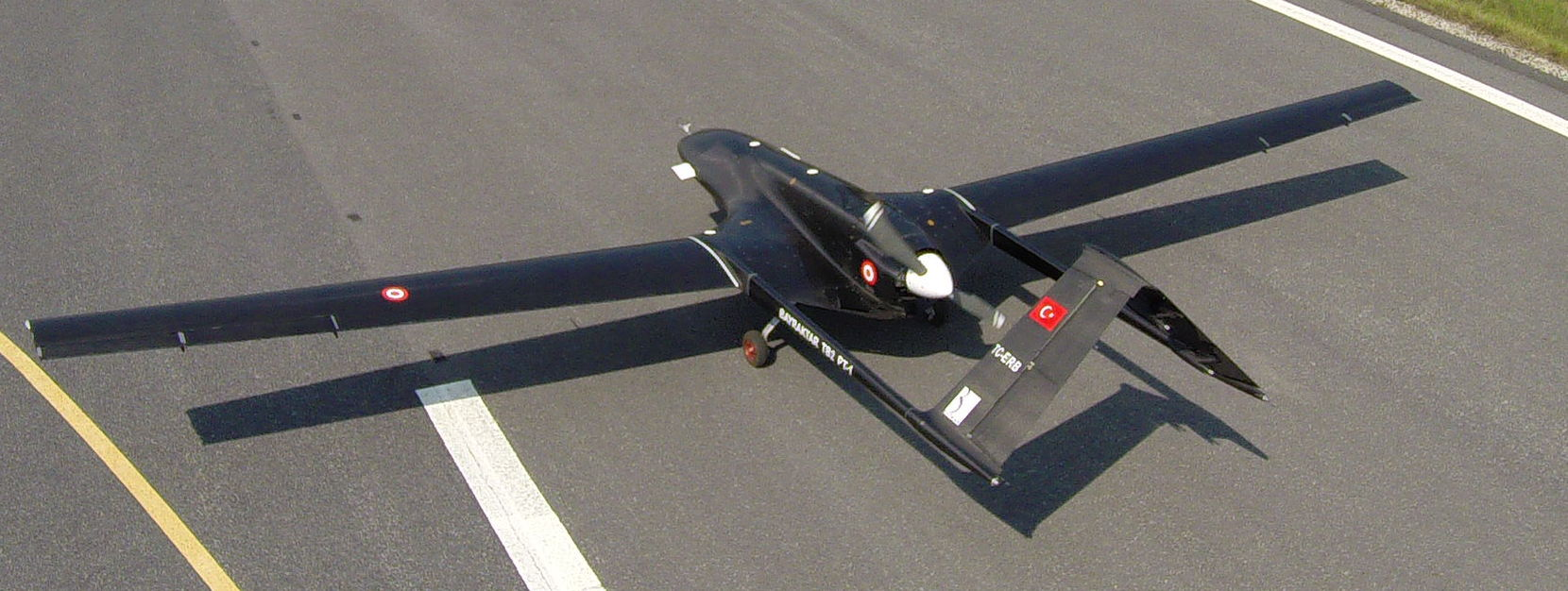
Bayraktar TB2 bei ersten Testversuchen

Die Bayraktar TB2 wurde vom Unternehmen Baykar entwickelt. Bayraktar ist der Name des 2021 verstorbenen Firmengründers Özdemir Bayraktar, der türkische Ausdruck bayraktar bedeutet auf Deutsch auch „Fahnenträger“. Geschäftsführer ist Haluk Bayraktar. Sein jüngerer Bruder Selçuk Bayraktar ist technischer Direktor des Unternehmens, gilt als treibende Kraft hinter dem Drohnenprogramm und ist ein Schwiegersohn des türkischen Präsidenten Recep Tayyip Erdoğan,
Selçuk Bayraktar hatte die Bayraktar TB2 und ihre Vorgängerversionen insbesondere für den Einsatz im Guerillakrieg entwickelt. Die erste von Selçuk Bayraktar entwickelte Drohne kam zur Überwachung von PKK-Milizen im ostanatolischen Bergland zum Einsatz. 2016 erfolgte dann der erste Beschuss einer PKK-Stellung in der Osttürkei durch eine Bayraktar TB2.

### Drohne
Die vollautonome Drohne kann 24 Stunden ohne Unterbrechung in der Luft bleiben und erreicht eine Flughöhe von 7300 Metern. Sie kann im autonomen Modus ohne Bodensteuerung eines Koordinators starten, zu einem programmierten Ziel fliegen, es ausspähen, zurückkehren und selbständig landen. Ende November 2014 wurden den türkischen Streitkräften nach erfolgreich absolvierter Testphase sechs Drohnen und zwei Kontrollzentren geliefert.
Die Drohne wird nach NATO-Normen gebaut, auch die Wartung erfolgt nach deren Vorgaben. Für NATO-Mitglieder wie Polen und Ungarn ist das ein wichtiger Kaufanreiz.
Die in der Bayraktar TB2 eingesetzte Elektronik stammt Medienangaben zufolge in weiten Teilen aus den USA und Kanada.
Die Flugmotoren wurden ursprünglich von dem in Gunskirchen (Österreich) ansässigen Unternehmen BRP-Rotax produziert. Das Unternehmen stellte nach öffentlichem Diskurs im Herbst 2020 die Lieferung von Flugzeugtriebwerken in „Länder mit unklarer Nutzung“ ein und erklärte 2022 gegenüber Medien, seine Flugmotoren würden „ausschließlich für die zivile Nutzung hergestellt, konstruiert oder zertifiziert“. Das Unternehmen versuche, die Verwendung der Motoren „in Konfliktsituationen in Zukunft zu verhindern“. Nachdem die Auslieferung der von Rotax hergestellten 912er Motoren für die Nutzung in der Bayraktar TB2 gestoppt wurde, reagierte Baykar Defense auf diese Einschränkungen mit der Verwendung des vom türkischen Unternehmen TEI (TUSAŞ Motor Sanayii A.Ş./Tusaş Engine Industries) produzierten Motors des Typs PD170.
Das Argos-II-HDT-Zielerfassungssystem stammt von der deutschen Firma Hensoldt.
Der Kaufpreis der TB2 ist geringer als der US-amerikanischer oder israelischer Drohnen und wird als niedriger eingeschätzt als der der größeren chinesischen Wing Loong. Neben Berichten von erfolgreichen Militäreinsätzen trug auch der vergleichsweise geringe Anschaffungspreis von rund 2 Millionen Euro zum Erfolg der Drohne bei. Ermöglicht wurde die Begrenzung des Preises unter anderem dadurch, dass auch Komponenten aus anderen Industriezweigen verbaut wurden, wie Kleinflugzeugmotoren für den Antrieb und ein ursprünglich für Autos entwickeltes GPS.

### Bewaffnung
Die Drohne kann im Kampfeinsatz mit bis zu vier lasergelenkten Mini-Bomben der Typen MAM-L (22 kg) und MAM-C (6,5 kg) oder mit der L-UMTAS-Rakete (37,5 kg) ausgerüstet werden. Medienangaben zufolge sollen an der Entwicklung der Präzisionsraketen des türkischen Herstellers Roketsan, die nach Angaben des türkischen Verteidigungsministeriums in der Türkei gefertigt werden, auch deutsche Unternehmen wie die in Bayern ansässige Firma TDW beteiligt gewesen sein.
Im Dezember 2015 wurde der erfolgreiche Abwurf einer MAM-L-Luft-Boden-Gleitbombe mit Lasersteuerung von einer Bayraktar-TB2-Drohne vermeldet.
Im Juni 2023 wurde bekanntgegeben, dass die Bayraktar TB2 in Zukunft den Kemankeş Marschflugkörper tragen kann. Ein erster Testflug sowie der Abwurf des Marschflugkörpers wurden erfolgreich im Juli 2023 durchgeführt.
An vier verschiedenen Aufhängepunkten können die folgenden Waffen mitgeführt werden:
- UMTAS (Luft-Boden-Rakete)
- L-UMTAS
- MAM-L Smart Micro Munition (MAM-C, MAM-L, MAM-T)
- CIRIT 70 mm lasergelenkte Rakete
- TUBITAK-SAGE Bozok Lasergelenkte Rakete[24]
- TUBITAK-SAGE Togan Luft zu Boden / 81mm Mörsergranate[25]
- TUBITAK-SAGE Kuzgun Modular Joint Ammunition[26]
- Kemankeş

## Technische Daten
| Kenngröße             | Daten                                                                     |
| --------------------- | ------------------------------------------------------------------------- |
| Länge                 | 6,5 m                                                                     |
| Spannweite            | 12 m                                                                      |
| Höhe                  | 2,2 m                                                                     |
| Leermasse             | 420 kg                                                                    |
| max. Startmasse       | 700 kg                                                                    |
| Nutzlast              | 150 kg                                                                    |
| Höchstgeschwindigkeit | 120 kn (222 km/h)                                                         |
| Marschgeschwindigkeit | 70 kn (130 km/h)                                                          |
| Dienstgipfelhöhe      | 27.030 ft (8.239 m)                                                       |
| Reichweite            | 150 km                                                                    |
| max. Flugdauer        | 27 h                                                                      |
| Antrieb               | offiziell TEI PD170 (ursprünglich ein Rotax-912-Motor mit 77 kW (105 PS)) |

## Einsatz
Seit 2016 wurde die Drohne bei den türkischen Streitkräften durch Kampferprobung gegen die inländische Arbeiterpartei Kurdistans (PKK), deren Rückzugsräume in den Nachbarländern und die syrischen Volksverteidigungseinheiten (YPG) zur Marktreife verbessert.
Aufgrund der ihr zugeschriebenen Erfolge im Kampfeinsatz rückte die Bayraktar-TB2-Drohne verschiedentlich in den Blick der Weltöffentlichkeit, so bei Konflikten in Aserbaidschan, Syrien, Libyen und in der Ukraine, bei denen jeweils Videos in den sozialen Medien weite Verbreitung fanden, die zeigen sollten, wie die Kampfdrohne russische Rüstungsgüter zerstörte. Eine ausführliche Analyse im Wall Street Journal kam 2021 zu dem Ergebnis, dass der Einsatz der Bayraktar TB2 nicht nur direkte militärtaktische Wirkung in militärischen Konflikten gehabt, sondern auch geopolitisch Einfluss auf das strategische Gleichgewicht zwischen Ländern wie der Türkei und Russland ausgeübt habe. In Stellvertreterkriegen in Syrien, Libyen und Aserbaidschan habe der Einsatz der Bayraktar-TB2-Drohnen demzufolge zur Zerstörung zahlreicher Panzer und Flugabwehrstellungen „russischer Proteges“ geführt. So habe der Bayraktar-TB2-Einsatz 2020 in Libyen maßgeblich die Kriegslage gegen den von Russland unterstützten Chalifa Haftar gewendet und im selben Jahr die Kräfteverhältnisse im Bergkarabach-Konflikt in Aserbaidschan zuungunsten der von Russland unterstützten Streitkräfte Armeniens verschoben.
Beim Überfall Russlands auf die Ukraine trug der Einsatz der Bayraktar TB2 nach bisheriger Expertenmeinung dazu bei, dass sich das ukrainische Militär zunächst trotz waffentechnischer Unterlegenheit gegen das russische Militär behaupten konnte (Stand: April 2022) und die Bayraktar-TB2-Drohne wurde auf Seite der Ukraine zum Symbol des Widerstands gegen den Angriff Russlands.
Das Waffensystem Bayraktar TB2 erwarb sich beim Einsatz in Konflikten in Syrien, in Libyen, in Berg-Karabach und in der Ukraine den Ruf einer Wunderwaffe und nahm die Spitzenposition im weltweiten Rüstungsexportschub der Türkei ein.

### Konflikt zwischen der Türkei und der PKK in der Türkei und im Nordirak
Im eigenen Land sowie im Nordirak setzten die türkischen Streitkräfte die Bayraktar TB2 im Kampf gegen die Milizen der seit 1984 gegen den türkischen Staat kämpfenden PKK ein, die von der Türkei, Deutschland, der EU und den USA als Terrororganisation eingestuft wird.
Die Verwendung der relativ leisen, auch nachts und aus großer Höhe zur Überwachung einsetzbaren Drohnen durch die türkische Armee anstelle von Kampfflugzeugen und Hubschraubern erschwerte es den PKK-Kämpfern, sich in den Gebirgsregionen im Südosten der Türkei zu verbergen und dort weiterhin verhältnismäßig frei zur Vorbereitung von Angriffen auf zivile und militärische Ziele zu operieren.
Im Nordirak erfolgt der Kampf der Türkei gegen die PKK, die ihr Hauptquartier zu Beginn der 1990er Jahre in die nordirakischen Kandil-Berge verlegt hatte und dort seit 1992 mit Erlaubnis des Iraks und seit 1998 mit Unterstützung der beiden größten kurdischen nordirakischen Parteien von der Türkei bekämpft werden kann, inzwischen (Stand: 2021) vorwiegend durch Bayraktar-TB2-Kampfdrohnen und ohne Bodentruppen. Unter den 37 Militärbasen (Stand: 2021) im Irak, die die Türkei mit Erlaubnis der eng mit der Türkei kooperierenden Regierung der Autonomen Region Kurdistan betreibt, befinden sich nach Angaben der Menschenrechtsorganisation CPT auch diejenigen, die die Bayraktar-TB2-Kampfdrohnen lenken. Nach Angaben der Luftkriege analysierenden Nichtregierungsorganisation Airwars kamen im Jahr 2020 auch zwischen 27 und 33 Zivilisten (ohne Angabe zur eingesetzten Luftwaffengattung) zu Tode. Laut einer Pressemitteilung der Menschenrechtsorganisation Human Rights Watch (HRW) wurde die Verletzung von mindestens sechs Zivilisten in der kleinen irakischen Ortschaft Kuna Masi (Bezirk Sharbazher) am 25. Juni 2020 vom Bezirksverwalter Sharbazhirs auf einen Luftangriff zurückgeführt, bei dem es sich laut dem nordkurdistanischen Medienunternehmen Rûdaw um einen Präzisionsraketenangriff einer türkischen Kampfdrohne gehandelt habe. Laut HRW soll der Angriff auf Kämpfer der iranischen PKK-Schwesterorganisation Partei für ein Freies Leben in Kurdistan (PJAK) abgezielt haben, wobei nach Angaben des Bezirksverwalters von Sharbazhir ein PJAK-Kämpfer getötet und laut HRW drei weitere PJAK-Kämpfer verletzt worden waren.
Während des Einsatzes im innertürkischen Konflikt mit kurdischen Aufständischen wurden die Kampfdrohnen ausführlich erprobt. Die Testserien im Südosten der Türkei wurden von 2005 bis 2009 von Özdemir Bayraktar, dem Entwickler der Drohnentechnologie, geleitet. Nach Einschätzung von Verteidigungsexperten konnte die Rüstungsindustrie der Türkei die gewonnenen Erkenntnisse aus dem Feldeinsatz der Drohnen im Konflikt der Türkei mit der PKK für die fortlaufende Ausreifung dieser Waffentechnologie nutzen, womit seinerseits erfolgreich eine internationale Marktaufwertung der nun als kampferprobt geltenden türkischen Rüstungsgüter und im Zuge dessen eine hohe Steigerung von Ausfuhrgeschäften mit Rüstungsgütern und Fluggeräten erreicht worden sei.

### Syrischer Bürgerkrieg
Bei der Militäroperation Schutzschild Euphrat bombardierte die türkische Luftwaffe Stellungen der Terrormiliz Islamischer Staat in al-Bab, dabei kam die Bayraktar-Drohne zum Einsatz. Neben Aufklärungsflügen beschoss sie Ziele mit Luft-Boden-Raketen.
Die Türkei setzt Bayraktar-TB2-Drohnen in Syrien im Kampf gegen die kurdische Miliz YPG ein, die von Wissenschaftlern als syrischer Arm der PKK, von den USA als wichtigster militärischer Verbündeter im Syrien-Konflikt und von der Türkei als Terrororganisation betrachtet wird.
Als Ende Februar / Anfang März 2020 türkische Truppen im syrischen Idlib verstärkt mit syrischen Regierungstruppen zusammenstießen, wurden die Drohnen Bayraktar TB2 und ANKA-S in größerer Zahl eingesetzt. Nach Angaben der türkischen Regierung trug dies entscheidend dazu bei, einen Vormarsch der syrischen Regierungstruppen zu stoppen. Eine Vereinbarung mit Russland, die türkische Flugzeuge über Teilen Syriens nicht zulässt, aber Drohnen erlaubt, förderte den Einsatz.
Im Jahr 2017 wurde nach syrischen Angaben eine Bayraktar in Syrien von einem syrischen Panzir S-1 abgeschossen.
Anfang Oktober 2023 starteten die türkischen Streitkräfte, infolge des Attentats in Ankara am 1. Oktober 2023, erneut Luft- und Bodenangriffe im Nordosten Syriens, wobei auch Bayraktar-TB2-Drohnen zum Einsatz kamen.
Am 5. Oktober 2023 gegen 11:30 Uhr lokaler Zeit haben die amerikanischen Streitkräfte im Nordosten Syriens eine Bayraktar TB2-Drohne der Türkei abgeschossen. Dabei wurde eine F-16 eingesetzt. Laut Pat Ryder, dem Pressesekretär des Pentagon, gibt es keine Hinweise auf eine absichtliche Handlung seitens der Türkei. Des Weiteren teilte er mit, dass bei dem Vorfall keine US-Streitkräfte getötet oder verletzt wurden. Die Bayraktar TB2-Drohne wurde vom Millî İstihbarat Teşkilâtı (MIT), dem türkischen Inlandsnachrichtendienst betrieben.

### Libyscher Bürgerkrieg
Nach Medienberichten kamen Bayraktar-TB2-Drohnen auch im Libyschen Bürgerkrieg gegen die Truppen des rebellischen Warlords Chalifa Haftar zum Einsatz und trugen dort zu den militärischen Erfolgen der Government of National Accord (kurz GNA) im Sommer 2020 bei. Zwei der Drohnen sollen von Flugabwehreinheiten der Libyan National Army (kurz LNA) abgeschossen worden sein. Die LNA selbst verlor mehrere Panzir-Flugabwehrsysteme durch Angriffe von TB2-Drohnen. Ein An-26-Transportflugzeug der LNA wurde möglicherweise auf dem Flughafengelände durch TB2-Drohnen zerstört.

### Bergkarabachkonflikt 2020

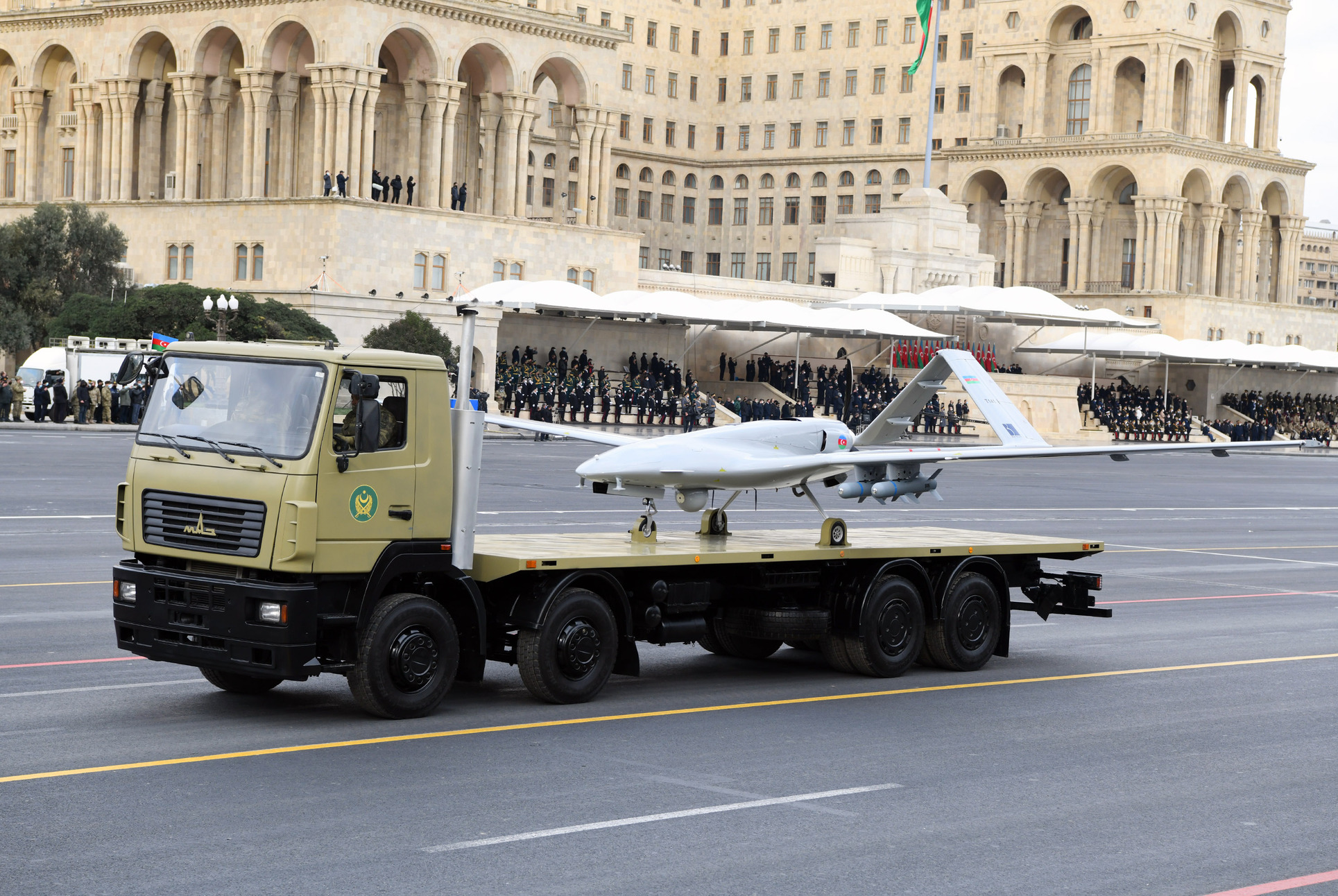
Bayraktar TB2 mit sichtbarer Bewaffnung, Baku 2020

Im Bergkarabachkrieg 2020 wurde die Drohne auf Seiten Aserbaidschans eingesetzt und zerstörte armenische mobile Flugabwehrraketen-Stellungen und Panzer; laut Schätzungen zerstörten sie zusammen mit israelischen Kamikaze-Drohnen knapp 200 Panzer, 90 gepanzerte Fahrzeuge und 182 Artillerieeinheiten. Nach armenischen Angaben wurden mehrere Drohnen abgeschossen. Die Türkei bestritt den Einsatz eigener TB2-Drohnen. Aus öffentlich verfügbaren Daten lassen sich 567 armenische Bodenziele wie Panzer und andere Fahrzeuge nachweisen, die von TB2-Drohnen zerstört wurden, während nachweislich nur eine Drohne abgeschossen wurde und eine weitere abstürzte.
Als Forward Looking Infrared wurde bei der Bayraktar TB2 das kanadische Wescam MX-15D eingesetzt. Nach Protesten Armeniens stellten die USA und Kanada den Export in die Türkei aufgrund der Nutzung von TB2-Drohnen seitens Aserbaidschan im Krieg ein. Am 6. November begannen Tests mit der Integration des Aselsan CATS-Systems in die Drohne, welche erfolgreich waren. Dieses soll künftig als Ersatz dienen.
Die kleine Flotte von Bayraktar-TB-2-Drohnen im Bestand Aserbaidschans gilt als maßgeblich am Sieg Aserbaidschans über Armenien beteiligt. Insbesondere dieser 44-tägige Aserbaidschan-Armenien-Krieg 2020, in dessen Verlauf die aserbaidschanische Armee täglich Präzisionsmilitärschläge durchführte, soll laut Angaben aus dem Umfeld des Unternehmens Baykar dazu beigetragen haben, dass viele asiatische Länder Interesse am Kauf von Bayraktar-TB2-Drohnen gezeigt haben.

### Ukraine und Überfall Russlands auf die Ukraine 2022

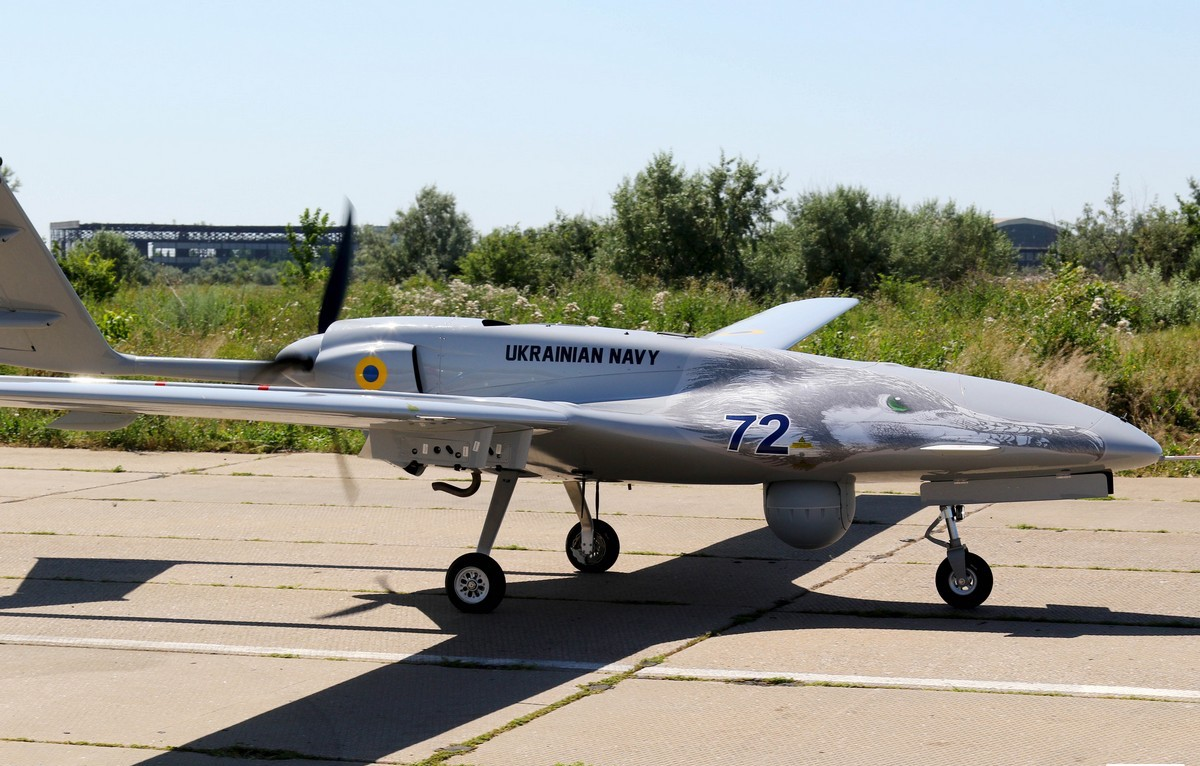
TB2 im Bestand der Ukrainischen Seestreitkräfte

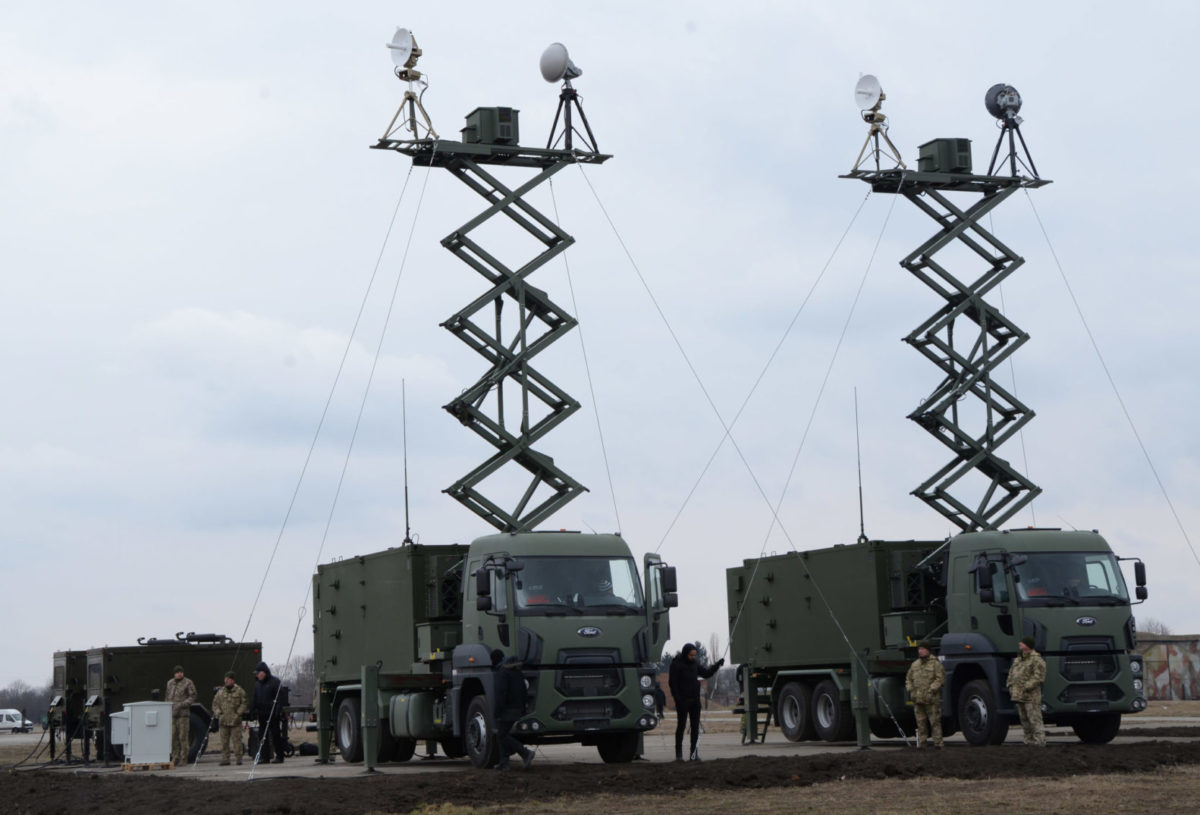
Zwei Bodenbedienungsstände der ukrainischen Luftwaffe

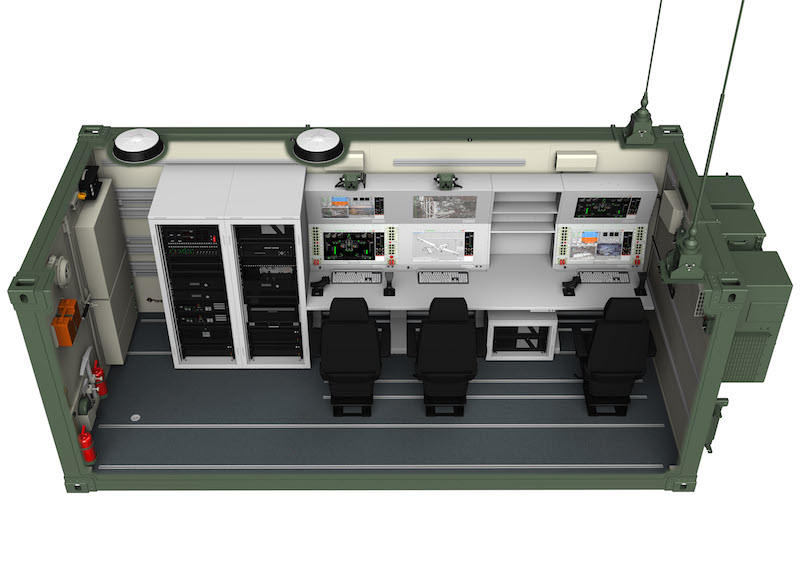
Innenaufbau

Die TB2-Drohnen sind die ersten bedeutenden neuen Militärfluggeräte, die die ukrainische Marine seit der Unabhängigkeit der Ukraine erworben hat.
Im März 2019 hatte der damalige Präsident der Ukraine, Petro Poroschenko, den Abschluss einer Handelsvereinbarung mit der Türkei zur Lieferung von TB-2-Drohnen verkündet. Am 14. Dezember 2020 unterzeichnete der damalige Verteidigungsminister der Ukraine, Andrij Taran, Vereinbarungen über die Drohnen-Produktion. Im Juli 2021 waren die ersten Exemplare ausgeliefert.
Gemäß Medienberichten waren bis Ende 2021 „mehr als 20“ bestellt worden, im Januar 2022 folgte eine Bestellung von weitern 16 Einheiten. Schätzungen zum Total reichten bis zu einem Bestand von 50 Drohnen im Mai 2022.
Im Oktober 2021 setzte die ukrainische Armee erstmals eine Bayraktar TB2 gegen eine Artilleriestellung in der Ostukraine ein, welche zuvor die Ukraine beschossen hatte. Eine Einigung mit der Türkei wurde erzielt, die es ukrainischen Fabriken für die Zukunft ermöglichte, selbst die Produktion dieser Drohnen aufzunehmen.
Obwohl die Bayraktar TB2 im Jahr 2020 auf aserbaidschanischem Territorium armenische Panzer vernichten konnte, bezweifelten Experten, dass sie auch erfolgreich gegen ein modernes Militär wie das Russlands eingesetzt werden könnte.

#### Einsatz der Drohne im Krieg
In der Anfangsphase des russischen Angriffskrieges wurden am 24. Februar 2022 nach pro-russischen Angaben zwei Drohnen in der Ostukraine bei Schtschastja und bei Losowe abgeschossen.
Medienangaben zufolge kam die Bayraktar TB2 auch als Aufklärungsdrohne zur Erkundung von möglichen Zielen für ukrainische Bodentruppen zum Einsatz. Laut dem Militärexperten Alexander Bollfrass (Center for Security Studies der ETH Zürich) hat die Ukraine (mit Stand von April 2022) „das türkische Bayraktar-TB2-System effektiv und kreativ eingesetzt, auch gegen russische Panzer“. Unter anderem dank des Einsatzes der Bayraktar-TB-2-Drohnen als Abwehrschild habe sich das ukrainische Militär trotz waffentechnischer Unterlegenheit gegen das russische Militär behaupten können. Internationale Beobachter konnten im ersten Monat des Konflikts anhand von Fotos und Videos die Beschädigung oder Zerstörung von rund 60 Panzern, Luftverteidigungssystemen, Hubschraubern, Versorgungslastwagen und Zügen durch Angriffe von Bayraktar-TB-2-Drohnen bestätigen. Später kamen auch Bilder und Filmsequenzen von der Zerstörung mindestens dreier russischer Landungsboote zur Veröffentlichung.
Ende April 2022 wurden Trümmerteile einer TB2-Drohne tief im russischen Gebiet aufgefunden. Obgleich die ukrainische Führung sich nicht zu diesem Vorfall äußerte, wurden diese mit der Bombardierung eines russischen Öldepots in Brjansk, ca. 150 km von der ukrainischen Grenze, in Verbindung gebracht; die Drohne soll beim Rückflug verloren gegangen sein. Medienangaben zufolge soll es im Laufe des Krieges zu einer Verbesserung der Luftverteidigung des russischen Militärs gekommen sein, das sich durch Verwendung geeigneterer Flugabwehrsysteme unter anderem auch besser auf die Bekämpfung der Bayraktar TB2 eingestellt habe. Den Bayraktar-TB2-Drohnen soll demnach nicht mehr die hohe Bedeutung in der Kriegsführung zugekommen sein, wie es zu Beginn des Krieges noch berichtet worden war. Bis Ende Februar 2023 gingen OSINT-Quellen zufolge mindestens 17 TB2-Drohnen sowie eine dazugehörige Bodenstation verloren. Am 5. Mai 2023 gegen 19.00 MESZ hat die ukrainische Luftabwehr eine Bayraktar TB2 der Ukrainischen Luftstreitkräfte über der Hauptstadt Kiew abgeschossen. Die Drohne war durch einen technischen Defekt unsteuerbar geworden.
Schon im Sommer nach dem russischen Einmarsch waren die türkischen Drohnen weitgehend aus der offensiven Rolle verschwunden und wurden von der Ukraine nur noch zur Überwachung im rückwärtigen Bereich eingesetzt. Die TB2 hatte sich gegenüber einer organisierten Flugabwehr mit elektronischer Kriegsführung als zu anfällig erwiesen. Die Drohne sei, nach einem Analysten des Center for Naval Analyses, zu langsam und tieffliegend, was sie anfällig gegen eine Reihe von Flugabwehrsystemen machte, nachdem sich die russische Flugabwehr auf sie eingestellt hatte. Laut unabhängigen Angaben gingen etwa 26 der Drohnen bis Mitte 2023 verloren. 
Für ausgesuchte Angriffe blieben die Drohnen im Einsatz. Am 2. September 2023 wurde in der Oblast Cherson ein russisches Patrouillenboot vom Typ KS-701 Tunets im Schwarzen Meer von den ukrainischen Streitkräften unter Einsatz einer Bayraktar TB2-Drohne zerstört. Die Marine hatte die Bayraktar schon in den ersten Kriegsmonaten erfolgreich bei der Versenkung der Moskwa (Schiff, 1979) eingesetzt. Entweder half sie bei den Zieldaten, oder sie lenkte den Schiffsradar ab von den angreifenden Neptun-Raketen. Die Drohnen spielten eine nützliche Rolle bei der Vertreibung der Russen von der Schlangeninsel. Bayraktars zerstörten dort Boote und einen Hubschrauber. Im Juni 2025 konnte eine der Drohnen ein russisches Landungsboot zerstören.

#### Politische Stellungnahmen und Aktionen
Der ukrainische Botschafter in der Türkei, Wassyl Bodnar, erklärte am 27. Februar 2022, die Bayraktar-TB2-Drohnen hätten sich im Kampf der Ukraine gegen ins Land einfallendes Militär Russlands als sehr effizient erwiesen. Er teilte auch Videos von Drohnenangriffen auf Twitter, darunter einen offenbar russische Militärfahrzeuge zerstörenden, und versah eines dieser Videos mit dem Kommentar maşallah (im Türkischen Ausdruck der Freude). Der Verteidigungsminister der Ukraine, Oleksij Resnikow, vermeldete am 2. März 2022 auf Twitter das Eintreffen einer ungenannten Anzahl weiterer Bayraktar-TB2-Kampfdrohnen und erklärte sich der Türkei gegenüber seinen „Partnern unendlich dankbar“.
Im März 2022 erklärte Präsident Selenskyj, die Ukraine habe in hohem Maße von den Bayraktar-TB2-Drohnen profitiert. Am gleichen Tag betonte der stellvertretende türkische Außenminister Yavuz Selim Kıran den regierungsnahen türkischen Zeitungen Daily Sabah und Sabah zufolge die neutrale Haltung der Türkei und stellte klar, dass es sich bei den Drohnenlieferungen nicht um eine bilateral vereinbarte staatliche „Hilfe“ der Türkei für die Ukraine gehandelt habe, sondern um mit „einem türkischen Unternehmen“ abgeschlossene private Käufe der Ukraine.
Es gab Crowdfunding-Projekte, bei denen es der Bevölkerung verschiedener Länder möglich war, für eine Bayraktar TB2-Drohne zu spenden. Eine Drohne wurde durch die Bevölkerung Litauens per Crowdfunding finanziert. Das gesammelte Geld konnte dank des Erstaunens und der darauf folgenden Großzügigkeit des Herstellers teilweise für humanitäre Zwecke weitergenutzt werden. Es gab ähnliche Projekte, bei denen die Bevölkerung in Ländern wie Kanada, Norwegen und Polen Spenden für eine Bayraktar TB2 Kampfdrohne für die Ukraine tätigen konnte.
Im August 2022 kündigte die türkische Firma Baykar Technologies konkrete Pläne zum Bau einer Drohnenfabrik in der Ukraine an. Die Bauarbeiten für die Fabrik begannen im Juli 2023. Laut dem ukrainischen Minister für strategische Industrie, Oleksandr Kamyschin, wird die Fabrik darauf ausgelegt sein, große Kampfdrohnen zu produzieren. Es werden dort zukünftig Drohnen vom Typ Bayraktar TB2, Bayraktar Akıncı und Bayraktar Kızılelma produziert. Laut dem CEO von Baykar Technologies, Haluk Bayraktar, soll die Produktion von Kampfdrohnen im Jahr 2025 beginnen.
Am 31. Juli 2023 gab das Ukrainische Verteidigungsministerium offiziell bekannt, dass es ein Abkommen mit Baykar Technologies unterzeichnet hat, um ein Wartungs- und Reparaturzentrum für Drohnen in der Ukraine zu errichten. Diese Schritte sollen die Verteidigungsfähigkeiten der Ukraine stärken und die Zusammenarbeit zwischen der Türkei und der Ukraine fördern. Im August 2023 schenkte die türkische Firma Baykar Technologies dem ukrainischen Militärnachrichtendienst (HUR) anlässlich des 32. Unabhängigkeitstags der Ukraine eine Bayraktar TB2 Kampfdrohne.

#### Nutzung für Propaganda
Nach Einschätzung des Militärexperten Aaron Stein (Forschungsdirektor am Foreign Policy Research Institute, Philadelphia) dienten die Bayraktar-TB2-Drohnen dem ukrainischen Militär nicht nur als nützliches Instrument der Zermürbung mit möglicherweise anhaltender Wirkung auf die Kriegsführung, sondern waren durch die von ihnen aufgezeichneten hochauflösenden Videoaufnahmen „vor allem nützlich für die Propaganda-Seite“, weil diese es dem ukrainischen Militär ermöglichten, die Öffentlichkeit für den Luftkrieg aus ukrainischer Perspektive zu begeistern. Die Bayraktar-TB2-Drohnen erlangten in der Ukraine große Popularität und Symbolcharakter für den ukrainischen Widerstand gegen den Angriff Russlands.
Während des Krieges wurden die Bayraktar-TB2-Drohnen dann Teil der Propagandaschlacht und stärkten Medienangaben zufolge die Moral gegen die russische Aggression. So wurden die Bayraktar-TB2-Drohnen auch in den sozialen Medien zelebriert und zu wichtigen Instrumenten des Informationskriegs der Ukraine. Im März 2022 titelte in Deutschland die Tageszeitung Bild, die während des Bergkarabachkonflikts 2020 die bis zu diesem Zeitpunkt bereits in Syrien und Libyen eingesetzte Bayraktar TB2 in einer Schlagzeile als „Erdogans Killerdrohne“ bezeichnet hatte, zum Einsatz der Drohne im Krieg in der Ukraine mit „Waffe der Hoffnung“. In der Ukraine erlangte die Bayraktar TB2 im Laufe des Krieges einen geradezu mythischen und sagenhaften Status, möglicherweise auch in gezielter Überhöhung zum Zwecke der Propaganda. Die ukrainische Kriegsberichterstattung wies der Bayraktar TB2 eine entscheidende Rolle bei siegreichen Aktionen gegen die russische Armee zu. Der Bayraktar TB2 wurde dabei nicht nur die Zerstörung Dutzender russischer Panzer, Schiffe und Konvois zugeschrieben. Die ukrainische Regierung führte auch die Zerstörung des Lenkwaffenkreuzers Moskwa auf das Mitwirken der Bayraktar TB 2 zurück, indem mithilfe der Drohne ein Angriff auf die Moskwa vorgetäuscht worden sei, so dass der Kreuzer durch Neptun-Raketen habe versenkt werden können.

### Erdbeben in der Türkei und Syrien 2023
Nach dem Erdbeben in der Türkei 2023 kamen 37 Bayraktar-TB2-Drohnen zum Einsatz. Die UAVs waren maßgeblich an der Bereitstellung kontinuierlicher Updates und Daten für das Krisenreaktionsteam zur Schadenserkennung, Such- und Rettungsunterstützung und Koordinierungsaktivitäten beteiligt, dafür waren die Drohnen zusätzlich mit speziellen Kameras ausgestattet. Die TB2s waren zusammen mit Drohnen des Typs Bayraktar Akıncı im Einsatz.

### Aserbaidschanischer Angriff auf Bergkarabach 2023
Im September 2023 wurde die Bayraktar TB2 von den aserbaidschanischen Streitkräften während des Angriffs auf Bergkarabach gegen armenische Kräfte eingesetzt. Dabei wurde verschiedene militärische Infrastruktur zerstört. Darunter armenische Stellungen, Munitionsdepots, Flugabwehrraketensysteme, Funkstationen, Haubitzen und anderes militärisches Gerät.

## Varianten

### Bayraktar TB2S
Bei der Bayraktar TB2S handelt es sich im Grundsatz um eine verbesserte TB2-Drohne, die nicht nur über eine Boden-Kontrollstation kommunizieren kann, sondern auch über SATCOM. Zum Beispiel über die Satelliten von TÜRKSAT. Dadurch vergrößert sich die Reichweite, außerdem ist die Drohne durch die Satellitenkommunikation, vor gegnerischen Störmaßnahmen die sich gegen die Kommunikation wenden, besser geschützt. Das erste Mal vorgestellt wurde diese Version im Oktober 2020. Der Jungfernflug fand am 4. Dezember 2020 statt. Stand 2023 sind mindestens Libyen und der Irak Nutzerstaaten dieser Variante.

### Bayraktar TB3
Bei der Bayraktar TB3 handelt es sich um eine eigenständige Drohne, die allerdings in der TB2-Version ihren Ursprung hat. Die TB3 ist die Version der Türkischen Marine.

## Nutzerstaaten

### Aktuelle Nutzerstaaten (Bayraktar TB2)
Albanien (2024)
- Albanisches Heer – Albanien hat in einer ersten Bestellung drei Bayraktar TB2’s bestellt, weitere sind geplant. Die Drohnen werden zur Landes- und Bündnisverteidigung, sowie zur Überwachung von Grenzen, Waldbränden und dem Aufspüren illegaler Drogenplantagen verwendet. Albanien ist damit ein weiteres Mitglied in der NATO, welches türkische TB2-Drohnen betreibt. Die Drohnen wurden im März 2024 an Albanien geliefert.

 Äthiopien (2021)
- Äthiopische Luftstreitkräfte – Im August 2021 wurden 4 Drohnen bestellt, Ende November wurden die Drohnen an die Äthiopische Luftwaffe ausgeliefert.

 Aserbaidschan (2020)
- Aserbaidschanische Luftwaffe

 Bangladesch
- Streitkräfte Bangladeschs – Bangladesch hat eine Absichtserklärung über den Kauf von Bayraktar TB2-Drohnen unterschrieben und ist mit der türkischen Firma Baykar Technologies im Gespräch. Die Lieferung der Drohnen wurde Ende 2023 bekanntgegeben.

 Bosnien und Herzegowina (2025)
- Streitkräfte von Bosnien und Herzegowina – Im September 2024 bestellte Bosnien und Herzegowina sechs Drohnen bestellt. Im April 2025 übergab die Türkei zusätzlich zwei Drohnen als Militärhilfe.

 Burkina Faso (2022)
- Luftstreitkräfte Burkina Fasos (Force Aérienne de Burkina Faso (FABF)) – Mindestens 5 Drohnen des Typs Bayraktar TB2 hat Burkina Faso seit September 2022 im Einsatz. Im Juni 2023 wurde eine Drohne infolge eines Absturzes vollständig zerstört.

 Dschibuti (2022)
- Luftstreitkräfte der Republik Dschibuti (Force Aérienne du Djibouti (FAdD)) – Dschibuti hat mindestens 3 Bayraktar TB2 im Einsatz.

 Katar (2019)
- Qatar Emiri Air Force – Sechs Drohnen sind im Einsatz.

 Kenia (2024)
- Kenya Air Force – Mindestens sechs Systeme bestellt.

 Kirgisistan (2021)
- Grenzschutz der Kirgisischen Republik – Unbekannte Anzahl im Einsatz

 Kosovo (2023)
- Landstreitkräfte des Kosovo – Aufgrund der geopolitischen Spannungen auf dem Balkan hatte das Land Kosovo mit Baykar Technology einen Liefervertrag über mindestens 5 Drohnen vom Typ Baykar Bayraktar TB2 abgeschlossen. Alle 5 Drohnen wurden im Mai 2023 an Kosovo geliefert. Damit betreibt Kosovo eine eigene Einheit an Kampf- und Aufklärungsdrohnen. Aufgabe der Drohnen wird primär die Überwachung der Grenzen sein.

 Kroatien
- Streitkräfte Kroatiens – Sechs Systeme bestellt. Der Vertrag hat einen Wert von ca. 95 Millionen Dollar. Die erste Lieferung erfolgte im August 2025.

 Kuwait (2025)
- Kuwaitisches Heer – Baykar hat einen Vertrag im Wert von 370 Millionen U.S. Dollar mit der Kuwaitischen Regierung abgeschlossen. Informationen über die Anzahl sind derzeit nicht bekannt. Im Juli 2025 wurde bekanntgegeben das die Auslieferung der Drohnen an die Kuwaitischen Luftstreitkräfte begonnen haben.

 Libyen (2019)
- Luftstreitkräfte von Libyen

 Malediven (2024)
- Maldives National Defense Force (MNDF) – Sechs Systeme im Einsatz.

 Mali (2022)
- Luftstreitkräfte der Republik Mali (Force aérienne de la République du Mali (FaRM)) – Insgesamt hat Mali neun türkische Bayraktar TB2 bezogen, die seit März 2023 im Einsatz sind.

 Marokko (2021)
- Marokkanische Luftwaffe – 13 Drohnen wurden im April 2021 bestellt. 6 weitere Bayraktar TB2 wurden im Dezember 2021 bestellt.

 Niger (2022)
- Nigrische Luftstreitkräfte – Alle der sechs bestellten UAV’s wurden im Mai 2022 ausgeliefert.

 Nigeria (2022)
- Nigerianische Luftwaffe – Mindestens 6 Drohnen wurden von Nigeria bezogen.

 Pakistan (2022)
- Pakistanische Luftstreitkräfte – Unbekannte Anzahl, einsatzbereit seit 2022.

 Polen (2022)
- Polnische Luftstreitkräfte – Polen hat im Mai 2021 insgesamt 24 Drohnen dieses Typs bestellt und wird damit zum zweiten Nutzerstaat innerhalb der NATO. Die ersten sechs Stück sind im Oktober 2022 an die Polnischen Luftstreitkräfte übergeben worden, sechs Weitere wurden im April 2023 geliefert. Die Lieferung der restlichen zwölf Bayraktar-TB2-Drohnen war ebenfalls noch für 2023 geplant.

 Ruanda (2022)
- Luftstreitkräfte der Republik Ruanda

 Rumänien
- Rumänisches Heer – Das Verteidigungsministerium in Bukarest hat den Kauf von drei Bayraktar TB2 Einheiten bekannt gegeben, wobei eine Einheit sechs Drohnen beinhaltet (18 Drohnen insgesamt). Der Auftrag hat einen Wert von über 320 Millionen U.S. Dollar. Die Drohnen werden dem Rumänischen Heer unterstehen. Rumänien wird damit ein weiteres NATO Land, nach der Türkei, Polen und Albanien, welches Drohnen dieses Typs besitzt.

 Somalia (2021)
- Luftstreitkräfte der Bundesrepublik Somalia

 Togo (2022)
- Luftstreitkräfte der Republik Togo (Armée de l'Air Republic of Togo)

 Türkei (2014)
- Türkisches Heer – Mindestens 200 Drohnen im Einsatz.[138]
- Türkische Marine – Mindestens 10 Drohnen im Einsatz.[139]
- Türkische Küstenwache – 6 Bayraktar TB2 wurden im Oktober 2022 in die Türkische Küstenwache eingegliedert.[140]
- Polizei (Türkei) – Mindestens 9 Drohnen im Einsatz.[141]
- Millî İstihbarat Teşkilâtı (Türkischer Inlandsnachrichtendienst) – Seit 2015 im Einsatz[142]

 Turkmenistan (2021)
- Turkmenische Luftstreitkräfte

 Ukraine (2019)
- Ukrainische Luftstreitkräfte – Im Jahr 2020 standen mehr als ein Dutzend zur Verfügung und es wurden weitere 36 Stück bestellt. Es ist nicht bekannt, wie viele Drohnen noch im Einsatz sind im Bezug auf Verluste durch den Russischen Überfall auf die Ukraine 2022.
- Ukrainische Marine – Mindestens 10 Drohnen wurden bestellt; es ist nicht bekannt wie viele einsatzbereit sind.
- HUR – Ukrainischer Militärnachrichtendienst

 Vereinigte Arabische Emirate (2022)
- Luftstreitkräfte der Vereinigten Arabischen Emirate – Mindestens 20 Drohnen sind im Einsatz und die Beschaffung weiterer UAV’s ist geplant.

### Aktuelle Nutzerstaaten (Bayraktar TB2S)
Irak (2022)
- Irakisches Heer – Im Dezember 2021 unterzeichnete der Irak einen Vertrag über den Kauf von 8 Bayraktar TB2S Drohnen. Bei der TB2S Version handelt es sich um eine verbesserte TB2-Drohne, die nicht nur über Bodenstationen, sondern auch über SATCOM via TÜRKSAT kommunizieren kann. Dadurch wird die Reichweite erhöht, und das Fluggerät ist deutlich besser vor Störungen der Kommunikation geschützt.

 Libyen (2023)
- Luftstreitkräfte von Libyen – In Videos aus Libyen wurden Drohnen vom Typ TB2S gesichtet, was darauf hindeutet, dass das Land sowohl die Standardversion TB2 als auch die verbesserte TB2S besitzt.

### Zukünftige Nutzerstaaten (Bayraktar TB2)
Kroatien
- Streitkräfte Kroatiens – Sechs Systeme bestellt. Der Vertrag hat einen Wert von ca. 95 Millionen Dollar. Die Lieferung wird voraussichtlich 2026 erfolgen.

### Potentielle Nutzerstaaten (Bayraktar TB2)
Indonesien
- Indonesische Luftstreitkräfte – Die Indonesische Regierung ist mit Baykar Technology im Gespräch über die TB2, als auch über die Bayraktar Akıncı.

 Japan
- Das Japanische Verteidigungsministerium gab im April 2023 bekannt, die Bayraktar TB2 für Testversuche einzusetzen.

 Nordmazedonien
- Im Januar 2023 wurde bekannt, dass Nordmazedonien Gespräche mit Baykar Technologies über die Beschaffung von Bayraktar-TB2-Drohnen führt.

 Portugal
- Der türkische Außenminister Mevlüt Çavuşoğlu teilte Anfang Januar 2023 mit, dass Portugal und Baykar Technologies Verhandlungen über die Beschaffung von TB2-Drohnen begonnen haben.

 Serbien
- Serbien hat Interesse bekundet und möchte TB2-Drohnen kaufen, es ist nicht bekannt, ob bereits ein Liefervertrag abgeschlossen wurde und wie viele bestellt werden sollen. Im Juni 2023 zeigte sich der serbische Präsident Aleksandar Vučić verärgert über den Schritt der Türkei, Bayraktar-TB2-Drohnen an Kosovo zu liefern. Zeitgleich gibt es Berichte, dass Serbiens Anfrage, Bayraktar-TB2-Drohnen zu beschaffen, von türkischer Seite aus abgelehnt wurde. Gleichzeitig liefert die Türkei Drohnen an Nachbarländer Serbiens, zum Beispiel an Albanien, Kosovo und Rumänien.

 Slowakei
- Luftstreitkräfte der Slowakischen Republik – Die Slowakei hat Interesse an der Bayraktar TB2 gezeigt, auch im Hinblick auf die neue geopolitische Situation durch den Russischen Überfall auf die Ukraine 2022 und der veralteten Ausrüstung der Slowakischen Luftstreitkräfte.

## Trivia
Im Online-Spiel eBayraktar (єБайрактар) geht es darum, russische Panzer daran zu hindern, ukrainische Kontrollpunkte zu passieren.
Während des Krieges hatte ein Anfang März 2022 im Kiewer Zoo neugeborener Lemur (eine Katta-Handaufzucht) den Namen Bayraktar erhalten.
Das Lied Bayraktar und seine Remixes rühmt die-TB-Kampfdrohne. Es war vom ukrainischen Sänger Taras Borovok geschrieben worden und soll von ihm bereits im Februar 2022 aufgenommen und über verschiedene Formate im Internet verbreitet worden sein. Aufgrund der hohen Popularität des Liedes übernahm Medienberichten zufolge auch ein internetgestützter Radiosender, der Kriegslieder spielt, den Namen der Drohne als „Radio Bayraktar“.